# Batalla de Malka Nidje
La batalla de Malka Nidje (en búlgar: Боят на Малка Нидже), dita igualment batalla de Gornítxevo, ser la batalla d'obertura de l'ofensiva de Monastir. Va durar tres dies i va acabar amb la victòria de les forces de la Triple Entesa.

## Antecedents
L'agost de 1916, la lluita als Balcans va prendre un nou gir amb la participació de Romania en la Primera Guerra Mundial junt al bàndol de la Triple Entesa.
Afectats pel gir dels esdeveniments, l'alt comandament búlgar va convèncer a l'alt comandament del seu aliat alemany que una demostració de força era necessària en el front de Macedònia per tal d'escurçar la línia del front de les Potències Centrals i dur a terme un atac preventiu contra les forces de la Triple Entesa a Tessalònica, que estaven preparant una ofensiva contra ells amb l'esperança d'ajudar a Romania.
Així, el 17 d'agost, el 1r Exèrcit Búlgar va començar la batalla de Flórina i va prendre Flórina, però després de deu dies de lluita no va aconseguir assolir els seus objectius.
El 27 d'agost, l'operació va ser cancel·lada i es va ordenar a l'exèrcit búlgar cavar trinxeres en les posicions entre el llac Petursko, el llac Vegoritida i al llarg de la carena de les muntanyes de Malka Nidze que havien ocupat.

## El preludi de la batalla
Les forces búlgares de les zones ocupades constituïen l'ala dreta del 1r Exèrcit Búlgar. Aquestes eren la 3a Brigada d'Infanteria de la 6a Divisió Bdin d'infanteria, reforçat amb la 3a Brigada de Cavalleria, la 8a Divisió Tundzha d'infanteria i la 1a Brigada d'Infanteria de la 3a Divisió d'Infanteria dels Balcans. Eren un total de prop de 36 batallons d'infanteria, 30 bateries d'artilleria, 74 metralladores i 10 esquadrons de cavalleria. La primera línia que havien de protegir era de 79 km. L'exèrcit en el seu conjunt estava operant en una regió muntanyosa i no tenien suficient artilleria de muntanya; la relació d'artilleria de campanya amb l'artilleria de muntanya era de 9 a 1,5.
Les forces de la Triple Entesa estaven formades per 3r Exèrcit Serbi, sota el comandament del general Pavle Jurišić Šturm, amb les divisions d'infaneria Vardar, Danubi i Drina en la primera línia, i la Divisió Morava en la segona línia. Els serbis havien de lliurar l'atac principal en la direcció de Malka Nidje i Gornítxevo. Directament oposats a ells en un front de 10 km estaven la 1a (23è i 30è Regiments d'Infanteria) i la 2a (10è Regiment d'Infanteria) Brigades d'Infanteria de la 8a Divisió Tundzha d'Infanteria (10 batallons i mig d'infanteria amb el suport de 15 bateries d'artilleria en la primera línia i una reserva de tres batallons (12è Regiment d'Infanteria) en la segona línia).
A la banda sud-oest del llac Vegoritida estaven les forces del general francès Victor Louis Cordonnier, formades per la 57a i 156a Divisió d'Infanteria francesa i amb el suport d'una brigada d'infanteria russa. El seu objectiu era la serralada Mala Reka. Oposats a ells en un front de 20 km havien tres batallons, tres bateries d'artilleria i 6 esquadrons de cavalleria en la primera línia, amb el suport d'altres tres batallons i mig amb cinc bateries d'artilleria a la segona línia. A més, en el costat oriental del llac Vegoritida, entre les dues forces principals aliades, estava la divisió de la cavalleria sèrbia amb 4 esquadrons muntats i 12 desmuntats.
Per a ambdues direccions de l'avanç Aliat, els búlgars també podien comptar amb la reserva de quatre batallons i mig, i una sola bateria d'artilleria de muntanya en la tercera línia.

## Batalla
D'hora al matí del 12 de setembre de 1916, els Aliats van començar a preparar una barrera d'artilleria en el sector de Malka Nidje contra les dues brigades d'infanteria búlgares situades allà. Va continuar, amb més o menys intensitat i precisió, durant gairebé tot el dia. La infanteria sèrbia va aprofitar això per a acostar-se als filats búlgars en el flanc dret, i van aconseguir guanys limitats en el centre de la línia perquè l'artilleria búlgara els va impedir avançar més en aquest moment. El contraatac búlgar es va retardar i es va llançar a la nit. Es va aconseguir restablir temporalment les posicions búlgares, però sota la pesada artilleria aliada va provocar moltes víctimes (al voltant de 400 morts, ferits o desapareguts) i de sobte les posicions es van fer insostenibles. Simultàniament amb l'atac serbi contra Gornítxevo, els francesos i els russos van començar el seu propi avanç i ràpidament van envair la primera línia búlgara, obligant a les seves forces a retirar-se a la línia principal de defensa en Malka Nidze.
El 13 de setembre, l'artilleria aliada va continuar el seu bombardeig i els sirians serbis van aprofitar el seu temps només per a acostar-se encara més a les posicions búlgares. Per al final del dia, els soldats búlgars s'havien retirat a la seva principal línia de defensa en Malka Nidze.
El 14 de setembre, el foc d'artilleria aliada va començar a causar seriosos danys a algunes bateries d'artilleria búlgara, que va disminuir la seva capacitat per donar suport a la infanteria búlgara. La infanteria sèrbia va començar el seu atac al voltant de les 10.00 h i va aconseguir avançar 800 metres en la línia del front entre el 23è i 30è Regiment d'infanteria, que no estaven fortificades o protegides en nombre suficient. Les companyies búlgares que van ser enviades a tancar la bretxa no van aconseguir aturar-los i aviat van començar a retirar-se juntament amb altres forces que eren a la zona. Fins i tot les tropes que servien en les bateries d'artilleria búlgara locals van ser escombrades durant la retirada i van haver de retirar-se, deixant les seves armes danyades als serbis. Això va comprometre la defensa de tota la línia del front. A la nit, els búlgars s'havien retirat al llarg de tota la línia en la direcció a Banica, agrupats al voltant de la divisió de reserva (12è Regiment d'Infanteria). Mentrestant al sud-oest, els francesos i els russos no havien aconseguit un avanç decisiu i van ser continguts temporalment per l'artilleria búlgara.
L'èxit de Sèrbia amenaçava el flanc de les forces búlgars de Malka Nidje, i també van decidir retirar-se.

## Conseqüències
Durant els tres dies de combat, la 1a i 2a Brigada de la 8a Divisió Tundzha va patir una mitjana de 21% de baixes i va abandonar moltes de les seves peces d'artilleria, que els va debilitar més tot i que van aconseguir retirar-se a una nova posició al voltant de Flórina.
La seva derrota també va obligar les parts occidentals de l'ala dreta del 1r exèrcit Búlgar a retirar-se, i així va obrir el camí per a nous atacs aliats que es desenvoluparien en el de tres mesos de durada de l'ofensiva de Monastir.